# Двоеданство
Двоеда́нство (также двоеда́нничество) — исторический термин, обозначающий уплату дани двум государствам или уплату двойной дани.

## Двоеданство лопарей
В 1251 новгородский князь Александр Невский заключил договор с Норвегией, позволявший как Великому Новгороду, так и Норвежскому королевству собирать фиксированную дань с лопарей (не более 5 беличьих шкурок с охотника), живших на территориях Финнмарка и Терского берега. Это двоеданничество приводило к неопределенности статуса данных земель и к периодическим столкновениям между Данией (в унии с которой с 1380 г. была Норвегия) и Русским государством в XVI—XVII веках (Лапландский спор).
В 1602 году датский король Кристиан IV приказал не пропускать русских данщиков в Финнмарк. Ответным шагом кольского воеводы стал аналогичный запрет пропускать датских (норвежских) данщиков на Мурман, пока король не отменит своего указа. Датский король этого не сделал, и, таким образом, с этого года 350-летнее двоеданство лопарей прекратилось. Однако лопари Нявдемского, Пазрецкого и Печенгского приграничных погостов, ежегодно выезжавшие на рыбный промысел в норвежские воды, продолжили «по старине» платить подати и тому, и другому государству.

## Джунгарские двоеданцы
На сибирской границе в XVII—XIX веках были жители, платившие дань одновременно России и Китаю.
В XVII веке в Сибири на короткие времена устанавливалась ситуация троеданничества: так, в районе Верхнего Енисея в конце 1620-х годов киргизы одновременно платили дань России, ойратам и хотогойтам. Система двоеданства в Южной Сибири и Барабе формировалась в течение всего XVII века, особенно после образования Джунгарского ханства. Длительное равновесие сил России и Джунгарии привело к существованию двоеданства, при котором коренное население попало в зависимость и от России, и от ойратов. Система российско-джунгарского двоеданства закончилась с ликвидацией Джунгарского ханства Цинским Китаем в 1755—1758 годах.
После китайского завоевания Джунгарии в бассейнах рек Чуя, Аргут и Чулышман Россия и Китай не препятствовали друг другу в сборе податей. При этом телесы, а также чуйские и аргутские теленгиты оказались в русско-китайском двоеданстве.
Алтайские двоеданцы были известны как «зюнгорские» (джунгарские) двоеданцы. Двоеданство на Горном Алтае прекратилось только в 1860-х годах, когда Цинская империя была ослаблена после поражений в Опиумных войнах и восстания тайпинов. Двоеданцы перестали платить дань Китаю в 1866 году, после подписания в 1864 году Чугучакского протокола. Теленгиты во главе с князем Василием Тадышевым (Первая Чуйская Волость) и князем Чычканом Тёсёгёшевым (Вторая Чуйская Волость) стали подданными России.

## Двоеданцы-кочевники
В Средней Азии кочевые племена платили ясак, в ходе кочевий, Хиве и России.

## Двоеданство в старообрядчестве
Старообрядцы назывались (и называли себя) двоеданцами или двоеданами, потому что Пётр I повелел переписать «всех раскольников мужского и женского пола, где бы они ни проживали, и обложить их двойной податью» и до 1782 года старообрядцы платили двойную подать.
«Двоедане» как народное название старообрядцев сохранилось и позже, от него произошло одно из значений слова «двоеданить»: придерживаться раскола скрытно.

## Двойное налогообложение
В современном мире для описания двоеданства принято употреблять термин «двойное налогообложение».